# Секвойя (национальный парк)
Национальный парк «Секвойя» (англ. Sequoia National Park) — национальный парк в США, расположен в южной части Сьерры-Невады, к востоку от города Висейлия (англ. Visalia) в Калифорнии. Парк основан в 1890 году, третьим после национальных парков «Йеллоустон» (с 1872) и «Макино» (1875—1895). Площадь парка составляет 1635 км². Парк имеет горный рельеф, поднимаясь с высоты около 400 метров над уровнем моря в предгорье до высочайшей точки в смежных 48 штатах — вершины горы Уитни (4421,1 м). Парк граничит с национальным парком «Кингс-Каньон»; с 1943 года оба парка управляются Службой национальных парков США как единое подразделение — национальные парки «Секвойя» и «Кингс-Каньон».

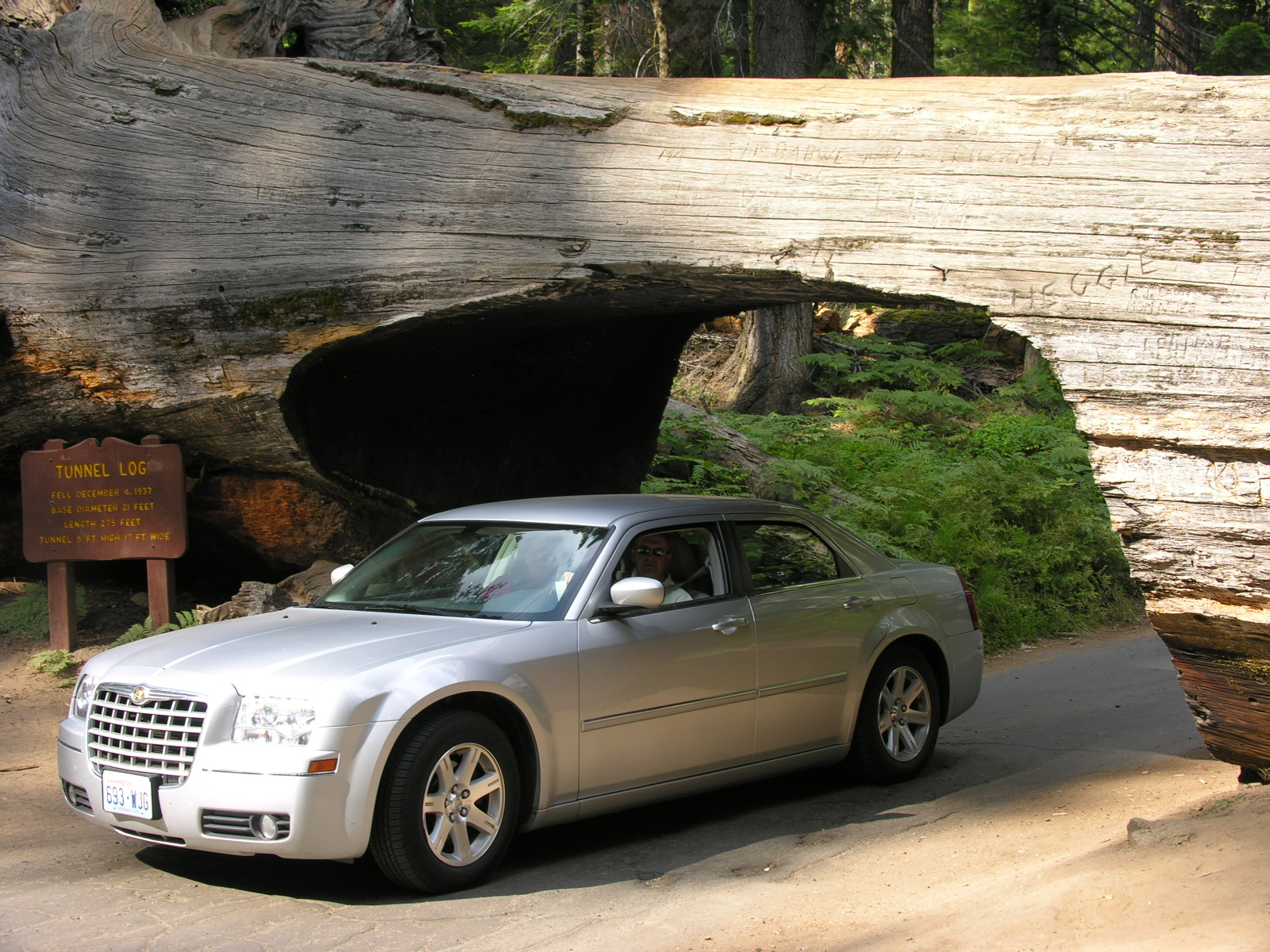
Автомобиль проезжает через арку, прорубленную в упавшей гигантской секвойе. Многие туристы путают эту достопримечательность с деревом Уавона (Йосемитский национальный парк), в котором был прорублен тоннель ещё до того, как оно рухнуло в 1969 году.

Парк наиболее известен своими гигантскими секвойями, включая экземпляр под названием Генерал Шерман — самое большое (по объёму древесины) дерево на Земле. В 2009 году объём древесины этого дерева был чуть менее 1500 кубометров. Генерал Шерман растет в роще «Гигантский лес» (англ. Giant Forest), в которой находятся пять из десяти самых больших по объёму древесины деревьев в мире. Гигантский лес соединен Дорогой генералов (Generals Highway) с рощей Гранта (Grant Grove) в национальном парке «Кингс-Каньон», где среди прочих секвой растет дерево Генерал Грант (General Grant tree) — второе в мире по объёму древесины.

Из других достопримечательностей можно отметить скалу Моро, на которую можно подняться по специально сооружённой в 1930-х годах лестнице, чтобы оглядеть окрестности с высоты 75 метров над землёй.
В честь национального парка Секвойя назван астероид (1103) Секвойя, открытый 9 ноября 1928 года немецким астрономом Вальтером Бааде в Гамбургской обсерватории. Первооткрыватель астероида провёл свой отпуск в национальном парке.